# Manuel Pedro de Alcântara
Manuel Pedro de Alcântara (São Gabriel, 15 de março de 1871 — Rio de Janeiro, 7 de março de 1965) foi um militar brasileiro.
Filho de Augusto Pedro de Alcântara e Raphaela Maia de Alcântara. Nasceu em São Gabriel, Rio Grande do Sul.
```
Era o mais novo dos 4 irmãos. Augusto era o irmão mais velho e médico como o pai, Gabriel o irmão do meio e Rafael, irmão gêmeo que faleceu muito cedo.
```

Foi o único filho que seguiu a carreira militar. Em 1889 saiu de São Gabriel com 18 anos de idade e se apresentou como recruta (assentar praça), depois seguiu formação em Porto Alegre - RS. Serviu no Ceará e se qualificou. Inscreveu-se em artilharia. Logo depois, foi designado para servir em Curitiba - PR, local onde conheceu a esposa Maria Mercedes Abreu de Alcântara (Curitiba, 1886 —  Rio de Janeiro, 21 de julho de 1970). 
A esposa era filha de Manoel Martins de Abreu e Escolástica Gonçalves de Abreu. O pai da esposa era um imigrante português que dedicou a vida toda ao Brasil e foi naturalizado brasileiro. Na época era bastante conhecido em Curitiba, pois era um grande comerciante de tecidos. Casou-se com uma curitibana, Escolástica Gonçalves de Abreu, com a qual teve 4 filhos. Após a morte da sua esposa, casou-se novamente e teve mais 13 filhos.
Na Primeira Guerra Mundial (1914-1918), ainda sem que as obras de melhorias fossem concluídas no Forte Duque de Caxias, o conhecido Forte do Leme foi guarnecido pela 11ª Bateria do 4º Grupo de Artilharia de Costa (GACos), sob o comando do Capitão Manuel Pedro de Alcântara. O efetivo, de três oficiais e trinta e dois praças, foi provisoriamente alojado em barracões de madeira.
Episódio curioso foi quando, em plena guerra mundial, no Forte do Leme ou Forte do Vigia - RJ, no posto de Capitão, avistaram movimentos sob as águas do oceano atlântico, pensaram tratar-se de submarinos alemães, deu ordem de fogo. Mas não, eram baleias. Respondeu a inquérito militar, sendo absolvido.
Em 14 de outubro de 1932 enviou uma carta pública a Getúlio Vargas, analisando a trajetória da Revolução de 1930, a qual apontou soluções para os problemas políticos e sociais do Brasil e solicitou a própria reintegração ao Exército, no posto correspondente por lei, enviou ainda em anexo, a relação dos trabalhos técnicos de sua autoria.
Atingiu o mais alto posto da hierarquia militar, General de Divisão, Intendente de Guerra, passando para a reserva de primeira classe como Marechal, após 45 anos, 5 meses e 6 dias de dedicação ao Exército Brasileiro.
Em 1967 com a reforma estrutural do Exército foi extinta a patente de marechal, era a patente máxima no Exército Brasileiro, com cinco estrelas em formato de "X". Com a reforma ficou definido que somente haveria a promoção de General-de-Exército ao posto de marechal em caso de guerra.
Em 7 de março de 1965 (ano do IV Centenário da Cidade) na Rua das Laranjeiras, 91, apartamento 302 no Rio de Janeiro, dois anos antes da extinção da patente, faleceu o Marechal, deixando três filhos maiores (Margot, Antonieta e Mário) e esposa que veio a falecer depois em 27 de julho de 1970.
Antonieta e Mário já faleceram, Margot é a única filha viva atualmente e tem dois filhos: Arnaldo e Humberto.

## Dedicatória
Em 7 de agosto de 2013, Humberto de Alcântara fez uma poesia em homenagem ao seu avô que era chamado carinhosamente pelos familiares de Maneco.

Vovô Maneco

No recesso do gabinete
a marca do seu sinete,
de general de divisão,
da sua espada guardião.
Ao pé do retrato, o recado:
"Quando fores advogado,
médico ou engenheiro,
não cultues o dinheiro.
Preserva a minha imagem,
honra a minha linhagem
de gaúcho guapo e velho
que não teme da vida o relho.
Não se amofine com a iniquidade,
o bem sempre vence a maldade.
Pratique-o incondicionalmente,
deixe em cada canto sua semente."
Vô, eu cumpri o seu desejo
e aproveito o ensejo
para dizer que em breve,
com a alma pura e leve ...
... nos veremos de novo
longe dos olhos do povo,
para a longa caminhada

que nos está reservada.

Este artigo foi escrito por Patricia Joyce Pinheiro em 28 de maio de 2020.